# Schweizerhaus (Erlangen)
Das Schweizerhaus ist eine denkmalgeschützte Villa auf dem Burgberg in Erlangen.

## Geschichte und Beschreibung

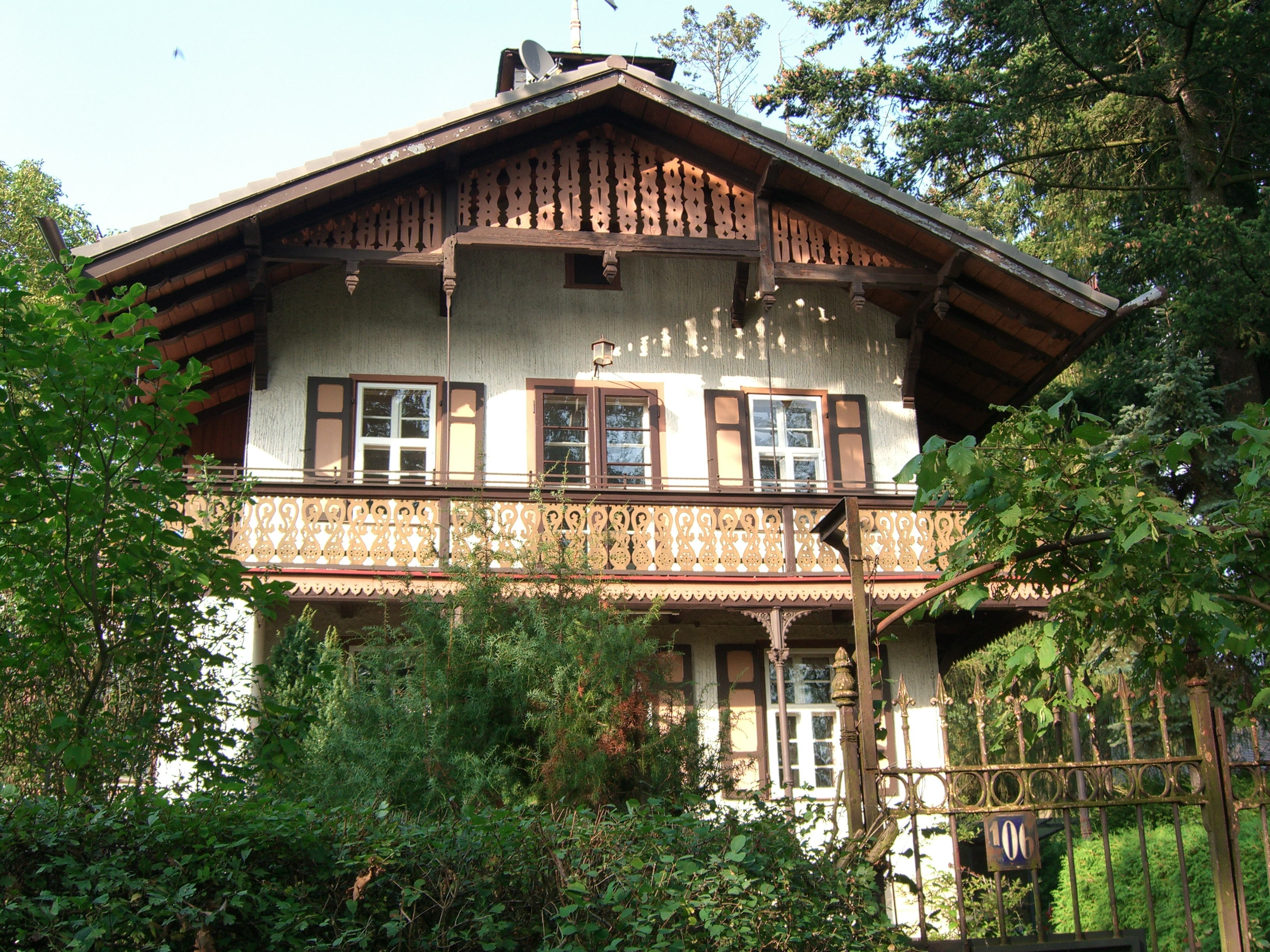
Das Schweizerhaus, 2006

Das zweigeschossige Gebäude wurde spätestens in den 1850er Jahren im Schweizerstil errichtet. Auf drei Seiten des Obergeschosses befindet sich ein Balkon, der auf Gusseisenträgern ruht. Das Dach wird von einem Türmchen mit Schieferdeckung und Wetterfahne bekrönt. Das gesamte Haus verfügt über zahlreiche für diesen Baustil typische Holzverzierungen. Unter dem Anwesen liegen zwei Kellergeschosse, das untere mit einem Tonnengewölbe und Luftschächten.
Über den Erbauer und ursprünglichen Besitzer ist nichts bekannt. Möglicherweise handelt es sich hierbei um einen Nürnberger Kaufmann, der es 1853 mit seiner Frau als Sommerhaus genutzt haben soll. Einige der späteren Besitzer und Pächter bewohnten das Haus auch ganzjährig. 1883 wurden im Grundbuch zugehörige Stallungen, Wirtschaftsgebäude sowie eine Gärtnerwohnung mit Anbau genannt. Die seit 1875 gebräuchliche Adresse Auf dem Berg 8 lautet seit der 1898 erfolgten Umbenennung Burgbergstraße 106, wobei die Nebengebäude andere Hausnummern erhielten.
Ab 1901 war das Schweizerhaus Eigentum der Nürnberger Firma Hoffmann & Ott, die in Erlangen auch einen der damals zahlreich vorhandenen Steinbrüche besaß. 1921 zogen der Hauptmann Ludwig Wagner und seine Ehefrau in das Gebäude. 1947 übernahm deren Tochter das Anwesen. Das Haus befindet sich bis heute in Privatbesitz.